# Tephritis leavittensis
Tephritis leavittensis är en tvåvingeart som beskrevs av Blanc 1979. Tephritis leavittensis ingår i släktet Tephritis och familjen borrflugor. Inga underarter finns listade i Catalogue of Life.